# Raffaello Ivaldi
Raffaello Ivaldi (16 de diciembre de 1997) es un deportista italiano que compite en piragüismo en la modalidad de eslalon.
Ganó dos medallas de bronce en el Campeonato Mundial de Piragüismo en Eslalon, en los años 2022 y 2023, y dos medallas en el Campeonato Europeo de Piragüismo en Eslalon, en los años 2017 y 2021.

## Palmarés internacional
| Campeonato Mundial | Campeonato Mundial    | Campeonato Mundial | Campeonato Mundial |
| Año                | Lugar                 | Medalla            | Competición        |
| ------------------ | --------------------- | ------------------ | ------------------ |
| 2022               | Augsburgo (Alemania)  | Medalla de bronce  | C1 por equipos     |
| 2023               | Londres (Reino Unido) | Medalla de bronce  | C1 por equipos     |
| Campeonato Europeo |                       |                    |                    |
| Año                | Lugar                 | Medalla            | Competición        |
| 2017               | Tacen (Eslovenia)     | Medalla de bronce  | C1 por equipos     |
| 2021               | Ivrea (Italia)        | Medalla de plata   | C1 por equipos     |